# IAI 이단

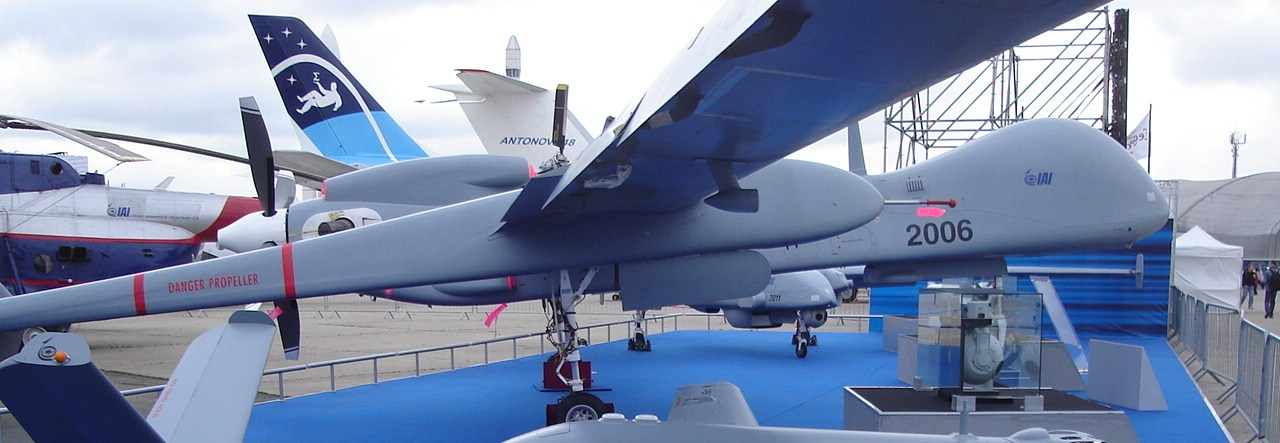
IAI 이단

IAI 이단(Eithan)은 이스라엘의 HALE(고고도 장거리 체공) UAV이다. 1톤 헤론 UAV를 5톤으로 개량한 것이다.

## 운용 국가
- 독일 - 2010년 IAI는 독일 공군의 장기 체공 "Saateg" MALE UAV 요구조건에 맞춘 이단을 제의했다.[1]

- 프랑스 - 2011년 프랑스는 이단을 선택했다.[2]

- 스페인 - 인드라 시스테마스와 탈레스 그룹은 스페인 국방부에 이단을 제의했다.[3]

## 같이 보기
- 정찰기
- UAV
- U-2: 미국 록히드 마틴의 고고도 유인 정찰기
- EL/M-2055: 이스라엘 정찰용 UAV에 탑재되는 SAR

유사 항공기
- RQ-4 글로벌 호크: 미국의 HALE UAV
- EADS 탤러리온
- 성층권 비행선